# Macizo de Lovozero

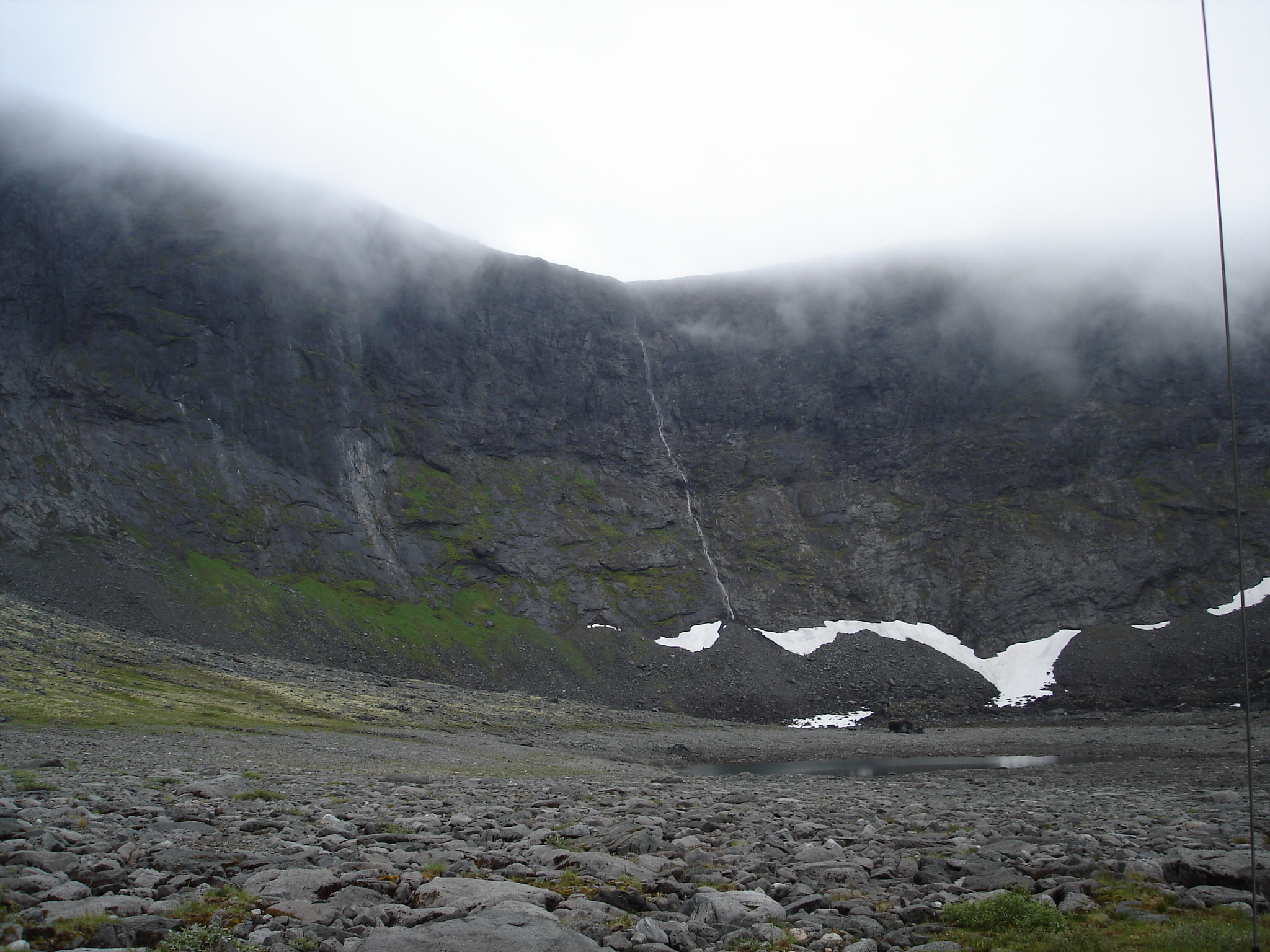
Pared glacial en el macizo de Lovozero

El macizo de Lovozero, también llamado tundras de Lovozero (en ruso: Ловозёрские тундры, Lovozyorskiye Tundry,  nombre viene del lago Lovozero) es macizo situado en el centro de la península de Kola en Rusia entre los lagos de Lovozero y Umbozero. Más allá de este último lago se encuentra el vecino de macizo de Jibiny. El punto más alto del macizo de Lovozero es el cerro Angvundaschorr con sus 1120 m s. n. m.. El macizo tiene forma de herradura abriéndose hacia oriente.
En cuanto sus aspectos geológicos por lo menos 105 minerales se han encrontrado en el macizo y 39 de esos minerales han sido descubiertos por primera vez allí:
- Beryllita
- Bornemanita
- Depmeierita
- Ferronordita-(Ce)
- Gjerdingenita-Ca
- Hydroxycancrinita
- Ikranita
- Ilmajokita
- Karnasurtita-(Ce)
- Kazakovita
- Komarovita
- Korobitsynita
- Kyanoxalita
- Laplandita-(Ce)
- Lovdarita
- Malinkoita
- Manganonordita-(Ce)
- Nastrofita
- Natisita
- Natrita
- Natrosilita
- Nenadkevichita
- Olgita
- Organovaita-Mn
- Organovaita-Zn
- Penkvilksita
- Fosinaita-(Ce)
- Raita
- Raslakita
- Revdita
- Sazhinita-(Ce)
- Seidita-(Ce)
- Shafranovskita
- Terskita
- Tsepinita-K
- Umbozerita
- Vitusita-(Ce)
- Zakharovita
- Zorita